# 手荷物サイザー

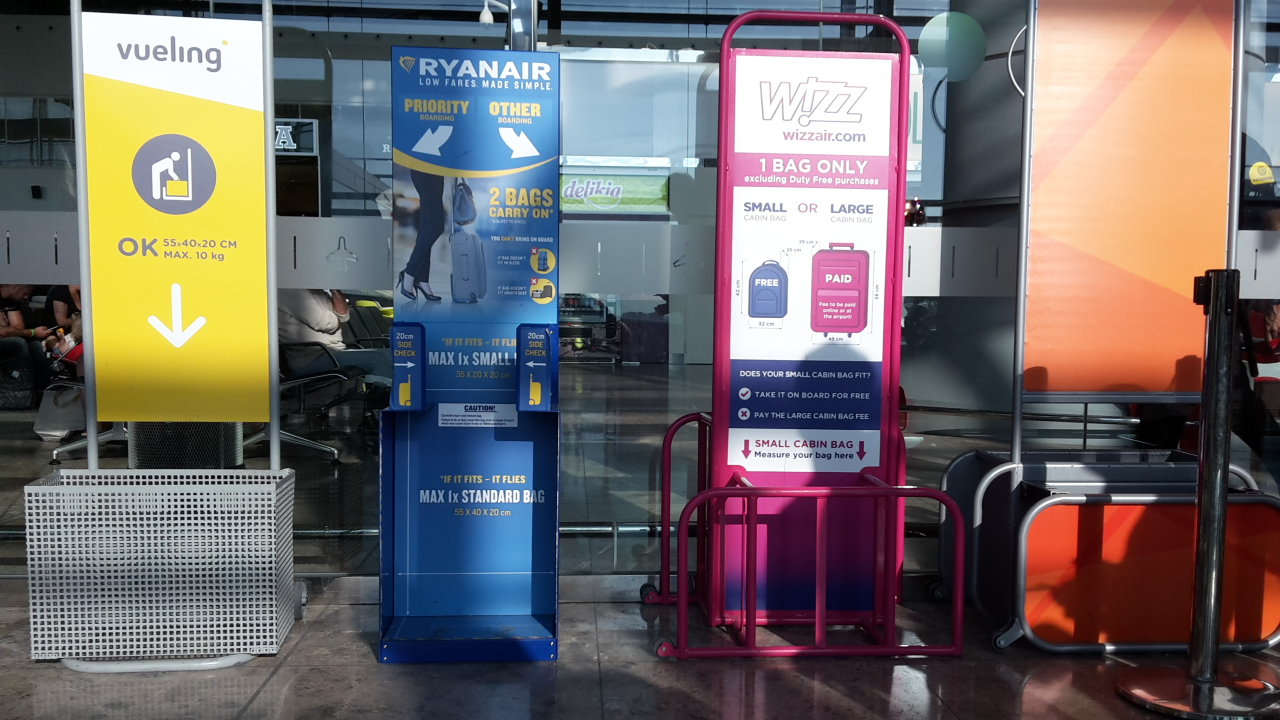
各航空会社の手荷物サイザー（アリカンテ＝エルチェ空港）

手荷物サイザー（てにもつサイザー、英語: Baggage_sizer）は、バゲージサイザー、バッグサイザーとも呼ばれ、主に空港のチェックインデスクや搭乗ゲートで使用され、乗客と空港職員に、機内持ち込み手荷物またはバッグの「手荷物許容量」の制限を測定するため使用される計測器。
通常、管状の金属または硬質プラスチックのフレームで構成されており、航空会社の要求に応じて手荷物のサイズ制限に適合しているかどうかを確認するために実際にバッグを設置してサイズを確認できる。一部のサイザーは、バッグが最大重量制限よりも重いかどうかを示す重量計を内蔵したタイプの計測器もある。
空港だけでなく、新幹線、アムトラック、VIA鉄道、Ouigoなどの多くの運行会社が個人手荷物許容量を持っているため、特定の鉄道駅にも計測器は存在する。

## ギャラリー

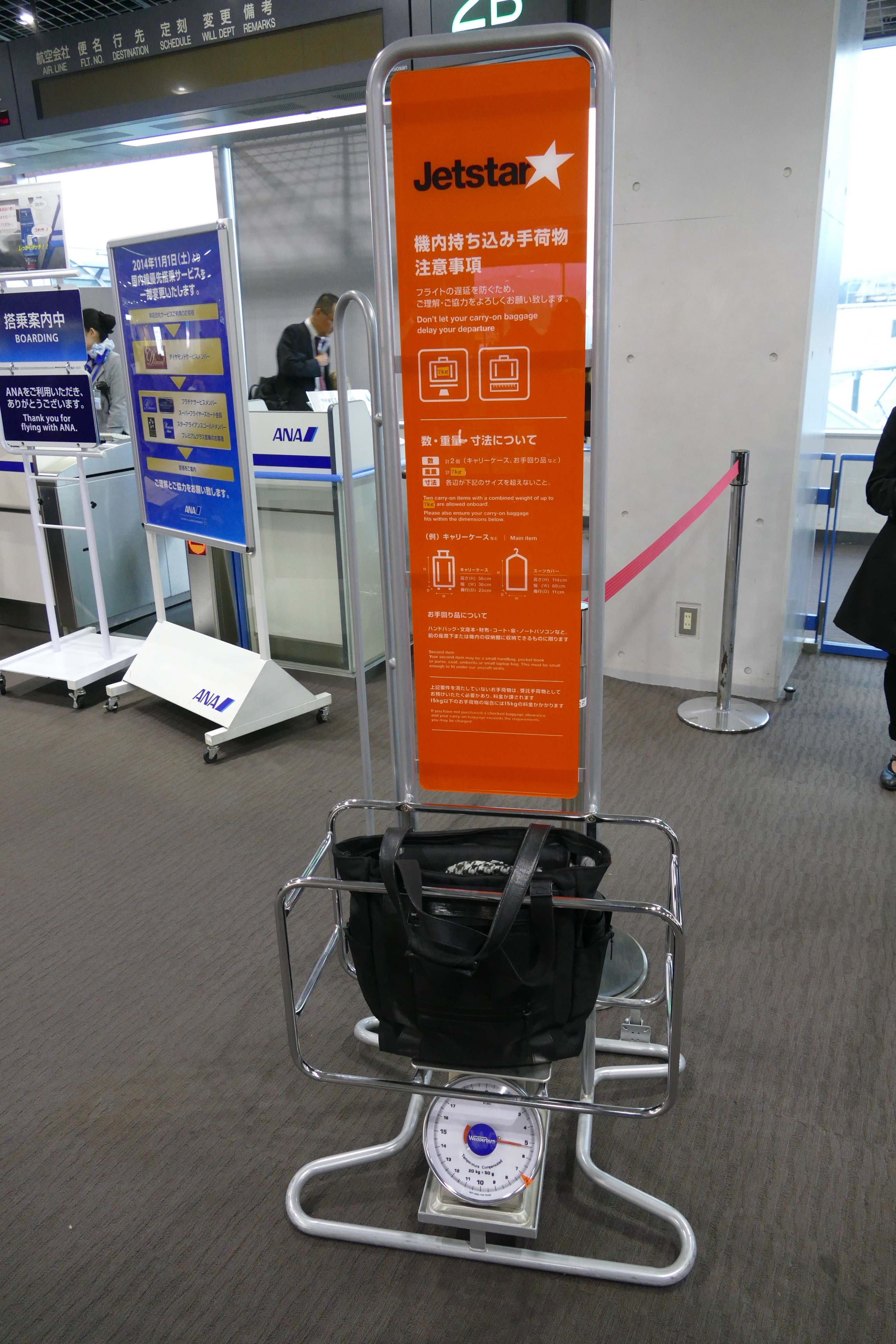
重量計がセットされたサイザー（成田国際空港）
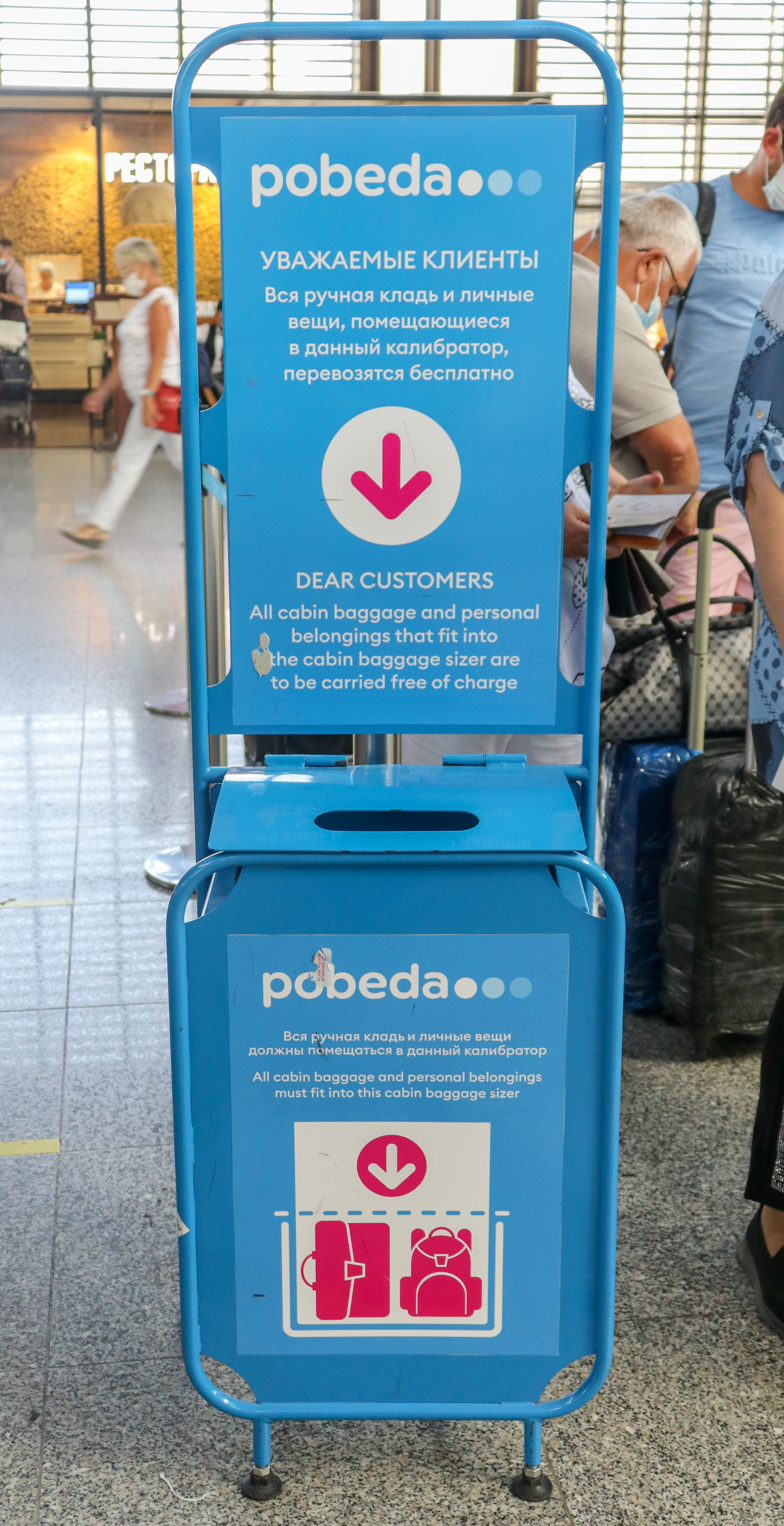
蓋つきのサイザー（ソチ国際空港）
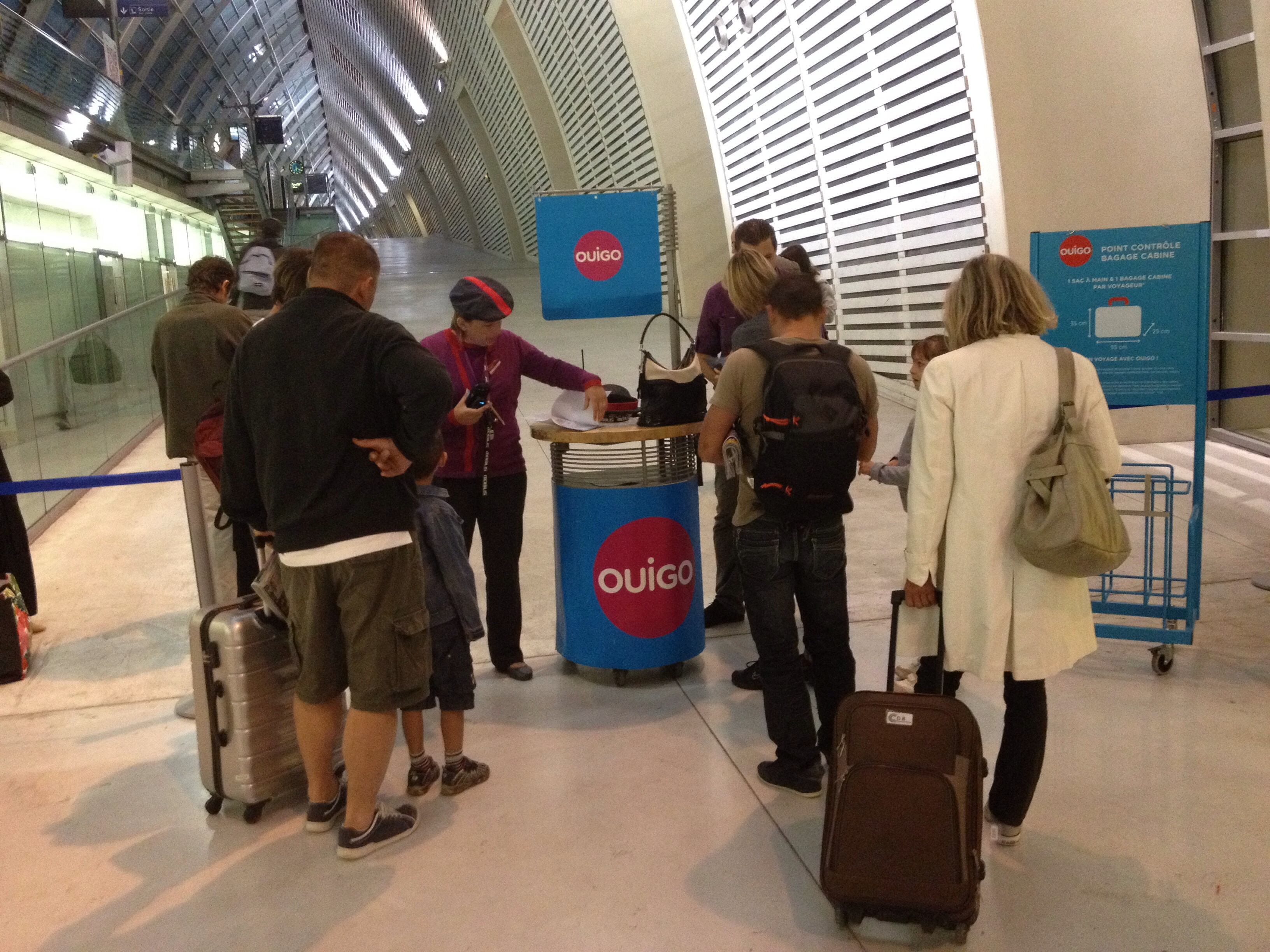
チェックインデスクにあるサイザー（アヴィニョンTGV駅）
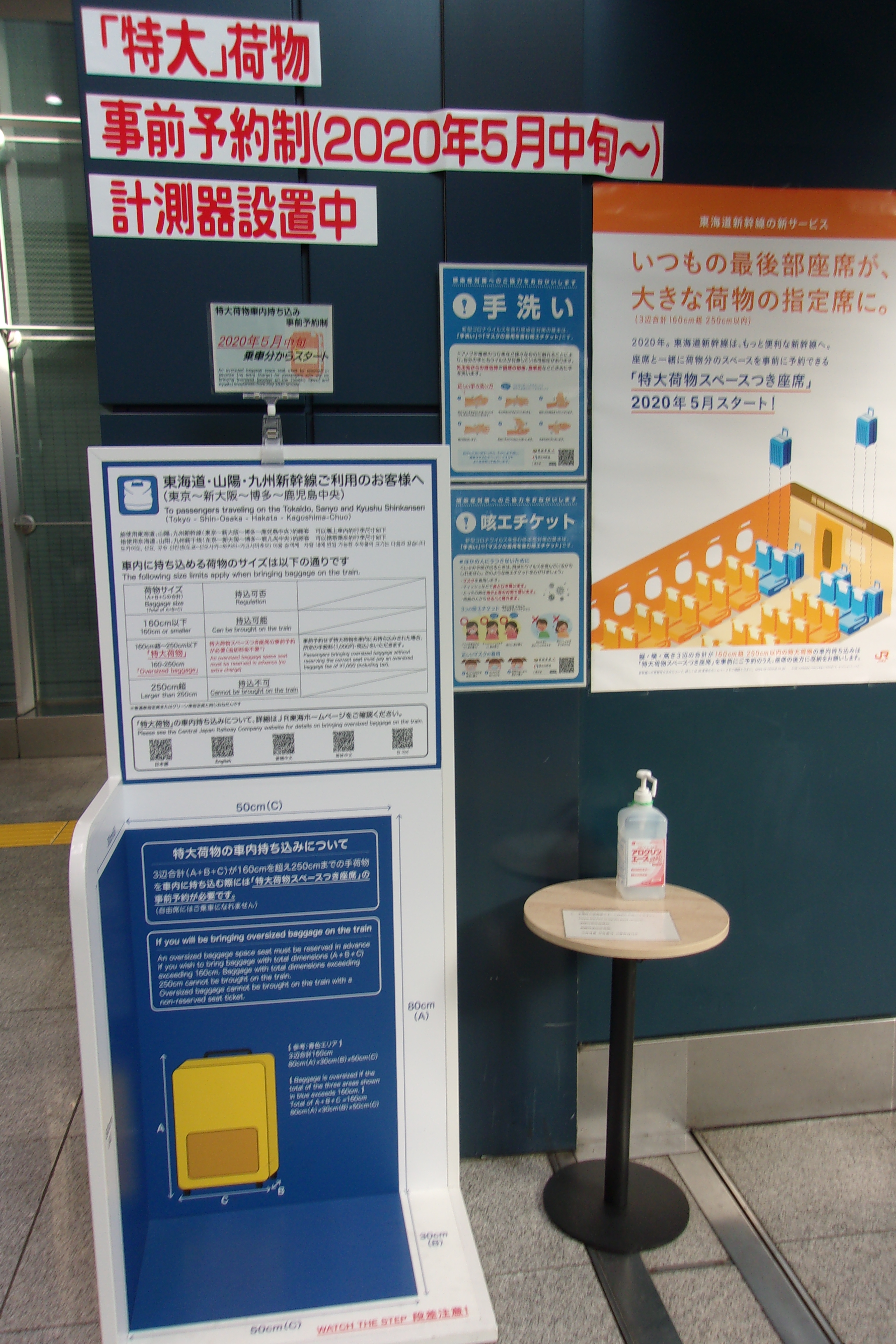
新幹線の「特大」荷物計測器
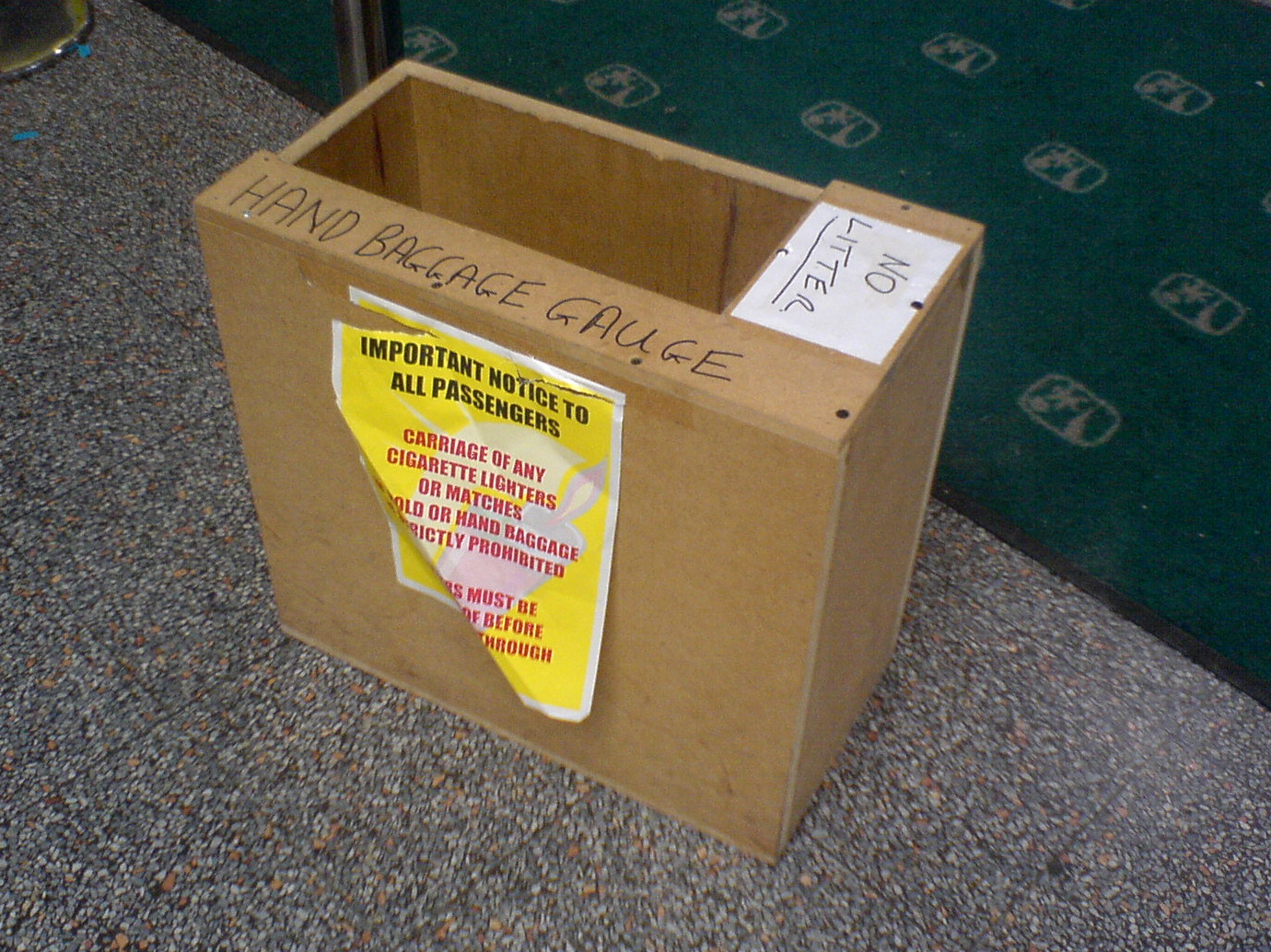
MDFで作られたサイザー